# 香蕉树栖蛙
香蕉树栖蛙（学名：Boana platanera），是一种隶属于树蛙科（Hylidae）树蛙属的树蛙物种。主要分布在委内瑞拉、哥伦比亚、巴拿马和特立尼达和多巴哥。香蕉树栖蛙于2021年被正式确认独立分类，之前这一物种曾被归为裂唇姬蛙（Boana crepitans）或旱生姬蛙（Boana xerophylla）。

## 名称由来
在哥伦比亚和委内瑞拉，当地人将香蕉树栖蛙与拳斗姬蛙（Boana pugnax）统称为“rana platanera”。其种加词platanera源于这种俗称，意为“香蕉的”，指这些蛙类白天常栖息在大蕉（一种烹饪用香蕉）树上。因此，Rana platanera被该物种的发现者建议翻译为“香蕉树栖蛙”。

## 分类
香蕉树栖蛙和旱生姬蛙（Boana xerophylla）为姊妹物种，直到2021年才被正式区分。它们都生活在委内瑞拉，但香蕉树栖蛙主要分布于奥里诺科河以北，而旱生姬蛙则分布于河流以南。在2021年重新分类之前的几十年中，这两个物种均被归为裂唇姬蛙（Boana crepitans）。如今，裂唇姬蛙被确认仅分布于巴西。

## 外形特征
在白天，香蕉树栖蛙通常不活跃，体色呈淡奶油色。夜间，体色更为多变，范围从黄色到棕褐色，并带有或多或少明显的棕色斑纹，可能是不规则形状或呈“X”形。香蕉树栖蛙具有明显的两性异形，雌性比雄性体型更大。雌性的平均吻肛长为63.1（2.5英寸），雄性的平均为54.3（2.1英寸）。香蕉树栖蛙的叫声复杂，由大约五个音符组成，持续时间为200至451毫秒。

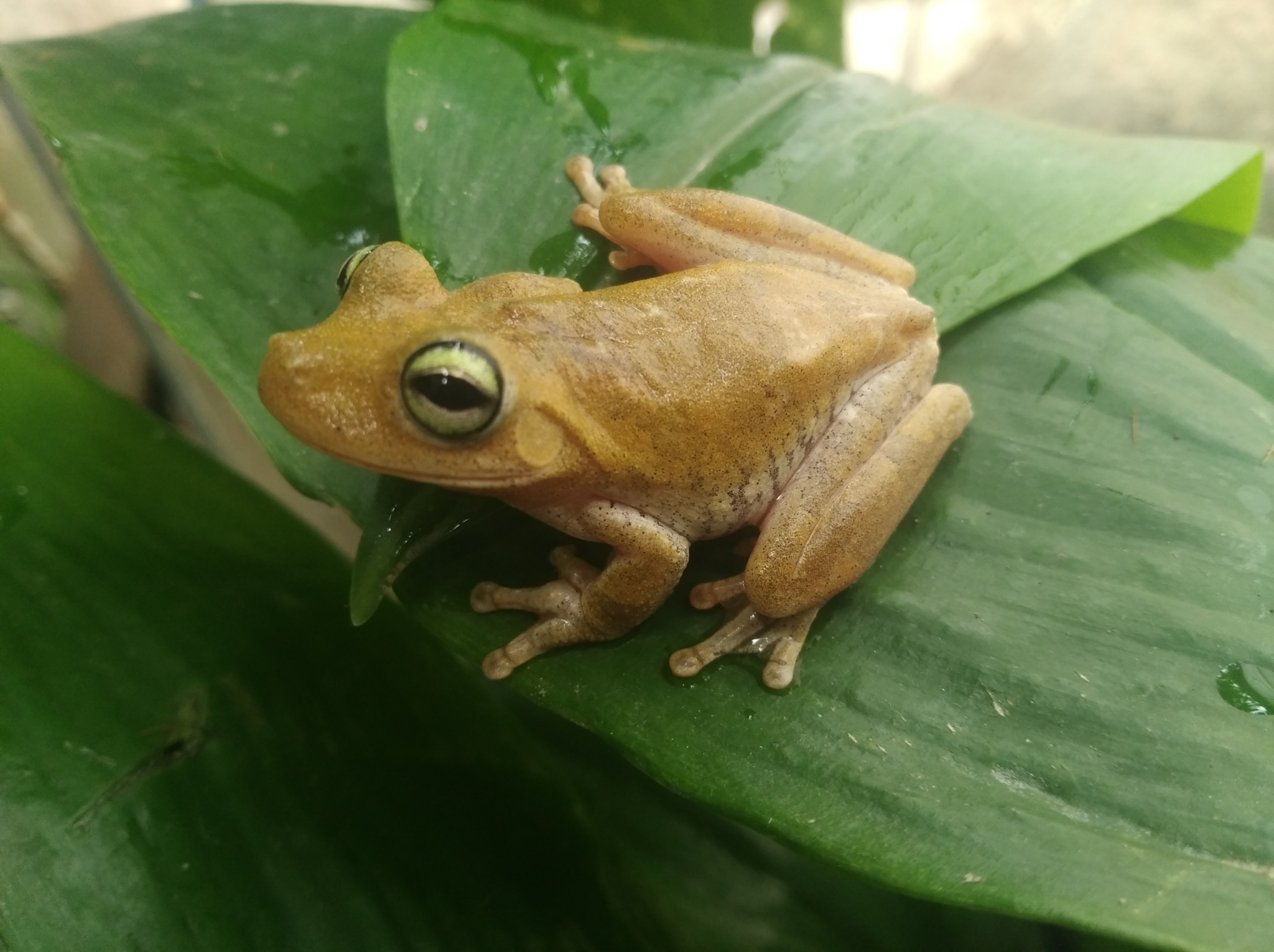
白天的体色
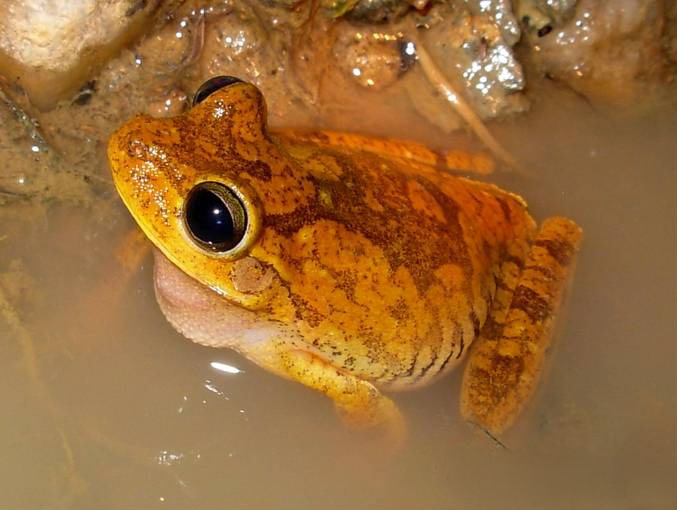
夜间的体色

## 分布与栖息地
香蕉树栖蛙的分布范围涵盖委内瑞拉、哥伦比亚、巴拿马和特立尼达和多巴哥。在委内瑞拉，香蕉树栖蛙分布较广，但仅限于奥里诺科河以北，与另一种物种Boana xerophylla形成地理隔离。另有一种与香蕉树栖蛙共存并常被混淆的物种为Boana pugnax。
除地域上的广泛分布外，香蕉树栖蛙还适应了从海平面至2,450（8,038英尺）的高度差异。香蕉树栖蛙能够在多种不同栖息地中生存，包括受人类活动影响的环境。